# 天賜 (北魏)
天賜（てんし）は、南北朝時代の北魏において道武帝の治世に使用された元号。404年10月 - 409年10月。

## 西暦・干支との対照表
| 天賜 | 元年  | 2年   | 3年   | 4年   | 5年   | 6年   |
| 西暦 | 404年 | 405年 | 406年 | 407年 | 408年 | 409年 |
| 干支 | 甲辰  | 乙巳  | 丙午  | 丁未  | 戊申  | 己酉  |